# Cican Stankovic
Cican Stankovic (* 4. listopadu 1992, Bijeljina, Bosna a Hercegovina) je rakouský fotbalový brankář, od července 2015 působí v rakouském klubu FC Red Bull Salzburg.

## Klubová kariéra
Začínal v rakouském klubu SV Horn. Před začátkem sezóny 2013/14 přestoupil do jiného rakouského celku SV Grödig, nováčka rakouské Bundesligy. S klubem se představil v Evropské lize UEFA 2014/15.

V červenci 2015 posílil ligového konkurenta, tým FC Red Bull Salzburg.

## Reprezentační kariéra
5. září 2014 nastoupil poprvé v rakouské jedenadvacítce proti vrstevníkům z Bosny a Hercegoviny (výhra 2:0), šlo o kvalifikaci na Mistrovství Evropy hráčů do 21 let 2015 v České republice.